# Kleine Westeindsche Veen- en Droogmakerij
Het waterschap Kleine Westeindsche Veen- en Droogmakerij was een waterschap in de gemeente Leidschendam in de Nederlandse provincie Zuid-Holland.
Het waterschap was in 1852 gevormd als een afsplitsing van De Groote Westeindsche Polder.
Het waterschap was verantwoordelijk voor de vervening, drooglegging (voltooid in 1883) en later de waterhuishouding in de polder.